# Christian Neureuther
Christian Neureuther (ur. 28 kwietnia 1949 w Garmisch-Partenkirchen) – niemiecki narciarz alpejski reprezentujący barwy RFN. Na igrzyskach olimpijskich był dwukrotnie piąty w slalomie: na igrzyskach w Innsbrucku i igrzyskach w Lake Placid. Jego najlepszym wynikiem na mistrzostwach świata było 6. miejsce w slalomie na mistrzostwach w Garmisch-Partenkirchen w 1974 r. Najlepsze wyniki w Pucharze Świata osiągnął w sezonie 1972/1973, kiedy to zajął 4. miejsce w klasyfikacji generalnej, a w klasyfikacji slalomu był drugi. Ponadto był drugi w klasyfikacji slalomu w sezonie 1973/1974 oraz dwukrotnie trzeci w sezonach 1978/1979 i 1979/1980.
Jego żona Rosi Mittermaier i jej siostry Evi Mittermaier oraz Heidi Mittermaier również uprawiały narciarstwo alpejskie. Syn Neureuthera i Rosi Mittermaier – Felix Neureuther jest byłym reprezentantem Niemiec w narciarstwie alpejskim.

## Sukcesy

### Puchar Świata

#### Miejsca w klasyfikacji generalnej
- 1969/1970 – 25.
- 1970/1971 – 8.
- 1971/1972 – 32.
- 1972/1973 – 4.
- 1973/1974 – 9.
- 1974/1975 – 21.
- 1975/1976 – 26.
- 1976/1977 – 28.
- 1977/1978 – 34.
- 1978/1979 – 14.
- 1979/1980 – 16.
- 1980/1981 – 73.

#### Miejsca na podium
1. Heavenly Valley – 25 lutego 1971 (slalom) – 2. miejsce
2. Megève – 30 stycznia 1971 (slalom) – 3. miejsce
3. Madonna di Campiglio – 17 grudnia 1972 (slalom) – 3. miejsce
4. Wengen – 14 stycznia 1973 (slalom) – 1. miejsce
5. Megève – 21 stycznia 1973 (slalom) – 1. miejsce
6. St. Anton am Arlberg – 4 lutego 1973 (slalom) – 2. miejsce
7. Mont-Sainte-Anne – 4 marca 1973 (slalom) – 3. miejsce
8. Naeba – 15 marca 1973 (slalom) – 2. miejsce
9. Vipiteno – 17 grudnia 1973 (slalom) – 3. miejsce
10. Garmisch-Partenkirchen – 5 stycznia 1974 (slalom) – 1. miejsce
11. Wengen – 20 stycznia 1974 (slalom) – 1. miejsce
12. Naeba – 21 lutego 1975 (slalom) – 3. miejsce
13. Wengen – 11 stycznia 1976 (slalom) – 3. miejsce
14. Voss – 18 marca 1977 (slalom) – 3. miejsce
15. Madonna di Campiglio – 13 grudnia 1978 (slalom) – 3. miejsce
16. Crans-Montana – 9 stycznia 1979 (slalom) – 1. miejsce
17. Kitzbühel – 21 stycznia 1979 (slalom) – 1. miejsce
18. Furano – 17 marca 1979 (slalom) – 2. miejsce
19. Kitzbühel – 13 stycznia 1980 (slalom) – 2. miejsce
20. Waterville Valley – 27 lutego 1980 (slalom) – 2. miejsce